# Langues mongol-langam
Les langues mongol-langam sont une famille de langues papoues parlées en Papouasie-Nouvelle-Guinée dans la province de Sepik oriental.

## Classification
Les langues mongol-langam sont établies comme une famille de langues par Laycock (1973), qui évoque une possible relation avec les langues yuat. Foley (2005) suggère une parenté avec les langues lower sepik-ramu. Hammarström estime que les éléments de comparaison sont trop faibles pour valider l'hypothèse de Foley.

## Liste des langues
Les trois langues mongol-langam sont :
- mongol
- langam
- yaul